# Lettische Badmintonmeisterschaft 2010
Die Lettische Badmintonmeisterschaft 2010 fand vom 6. bis zum 7. Februar 2010 in Ādaži statt.

## Austragungsort
- Ādažu Sporta Centrs

## Medaillengewinner
| Disziplin    | Gold                               | Silber                         | Bronze                           |
| ------------ | ---------------------------------- | ------------------------------ | -------------------------------- |
| Herreneinzel | Eduards Loze                       | Guntis Lavrinovičs             | Jānis Valeinis                   |
| Dameneinzel  | Kristīne Šefere                    | Ieva Pope                      | Aija Pope                        |
| Herrendoppel | Raimonds Cipe Jānis Valeinis       | Imants Garoza Māris Preinbergs | Artūrs Akmens Guntis Lavrinovičs |
| Damendoppel  | Ieva Pope Kristīne Šefere          | Aija Pope Monika Radovska      | Baiba Dzelme Baiba Medniece      |
| Mixed        | Guntis Lavrinovičs Kristīne Šefere | Jānis Valeinis Monika Radovska | Raimonds Cipe Ieva Pope          |